# 青春18きっぷの旅
青春18きっぷの旅（せいしゅんじゅうはちきっぷのたび）は、2006年から2007年に旅チャンネルで放送された鉄道紀行番組である。

## 概要
日本国内の幾つかの地域にスポットを当て、JRから発売されている「トクトクきっぷ」である青春18きっぷを利用して、そこを走る鉄道と観光地を紹介する。

## ラインナップ
1. 春・四国格安満足紀行 前編 - 予讃線高松駅-宇和島駅
2. 春・四国格安満足紀行 後編 - 宇和島駅-徳島線徳島駅-高徳線高松駅
3. 夏・東北横断・日本海から太平洋へ! 前編 - 信越本線新潟駅-磐越西線喜多方駅
4. 夏・東北横断・日本海から太平洋へ! 後編 - 喜多方駅-磐越東線いわき駅
5. 冬・房総一周 一足早い春を探す旅 前編 - 京葉線東京駅-内房線館山駅
6. 冬・房総一周 一足早い春を探す旅 後編 - 館山駅-総武本線銚子駅 - 銚子電気鉄道も紹介されている。
7. 北東北縦断の旅 前編 - 田沢湖線田沢湖駅 - 五能線ウェスパ椿山駅
8. 北東北縦断の旅 後編 - ウェスパ椿山駅 - 奥羽本線青森駅

## エンディングテーマ
- 「ミディアムコーヒー」
  - 作詞・作曲 - 瀬戸星次、歌 - （クレジット無し）
  - 第1回から6回に使用された。

## スタッフ
- ナレーション - 真夏竜（1-8） - 「旅人」とクレジットされている。
- ナレーション - 原田直美（5-6）
- 出演 - 坪内政美（写真家） - 「アドバイザー」とクレジットされている。
- 音楽 - 瀬戸星次
- 撮影 - 安井直正（1）、山本和弘（2）、長谷川謙太郎（3-4）、藤森正隆（5-8）
- 演出 - 平山陽 - 1-2では脚本のクレジットもあり。
- 企画 - 蔵本悟次（JIC）（5-6）
- プロデューサー - 蔵本悟次（JIC）（1-4、7-8）、平山陽（3-6）
- 制作協力 - I&Iファクトリー
- 製作・著作 - 旅チャンネル/JIC